# HD 53253
HD 53253，又名CD-43 2882，SAO 218396、HR 2658，是一颗恒星，视星等为6.43，位于銀經253.77，銀緯-16.43，其B1900.0坐标为赤經6h 59m 9.8s，赤緯-43° -16.43′ 29″。